# Anaxyride
Anaxyride est le nom donné par Hérodote et Xénophon à un large pantalon brodé, en peau, porté par les Phrygiens, les Perses, et autres peuples d'Orient, appelé bracca/braies - mot d’origine gauloise - par les Romains en Gaule. 
Mgr Barbier de Montault indique, dans son Traité d'iconographie chrétienne, que les Rois Mages, issus du monde oriental, en étaient vêtus.

## Sources
- Théodore Bachelet et Louis Charles Dezobry, Dictionnaire de biographie : Tôme 1, Éditions Charles Delagrave (1re éd. 1876), p. 83
- Antoine de Rivarol, Dictionnaire classique de la langue française, 1827 [Où ?]
- Xénophon, Anabase [détail des éditions] [lire en ligne] Livre I (1.5.8.)

## Articles annexes
- Pantalon#Antiquité